# 细尖连蕊茶
细尖连蕊茶（学名：Camellia parvicuspidata）为山茶科山茶属的植物。分布于中国大陆的广东等地，目前尚未由人工引种栽培。